# 62-es villamos (Budapest)
A budapesti 62-es jelzésű villamos Rákospalota, MÁV-telep és a Blaha Lujza tér (Népszínház utca) között közlekedik. A járatot a Budapesti Közlekedési Zrt. üzemelteti. Érdekesség, hogy a 69-es, a 3-as, és a 28-as villamos vonalán megy, önálló szakasza nincsen. Betétjárata a 62A jelzéssel Kőbánya és Rákospalota között közlekedik.

## Története
1953. március 29-én indult először 62-es villamos, a Marx (Nyugati) tér és Rákospalota-Újpest, MÁV-állomás között, lényegében a 90-es villamos betétjárataként. November 23-ától a munkanapi csúcsidőszakokban betétjárata is közlekedett 62A jelzéssel a Béke térig, de ez a járat rövid életet élt: 1954. március 22-én megszüntették. Nem sokkal előtte, 1954. február 1-jétől csúcsidőben a 62-est a Szilágyi úti aluljáróig járatták. 1955-ben újraindult a 62A a Marx tér és a Gyöngyösi utca között, ugyanekkor a 62-es Szilágyi utcai végállomása véglegessé vált. 1956. április 23-án a 62A a 16-os jelzést kapta és a forradalom után a 62-est az 1957-es újraindulásáig ez pótolta. 1961. szeptember 4-én a 62-es villamos jelzését 12A-ra módosították.
1964. május 11-én a Nagy Lajos király útja Bosnyák tér és az Erzsébet királyné útja közötti szakaszán kiépített kétvágányú vonalszakasz átadásával az FVV új járatot indított 62-es jelzéssel a Rákospalota, Pestújhely és a Kerepesi úti lakótelep között a Kolozsvár utcán és az Erzsébet királyné útján keresztül a 67-es, a Bosnyák tér és a Kerepesi úti lakótelep között a 68-as villamossal azonos útvonalon. A villamos útvonala az indulásától kezdve több évtizeden át változatlan maradt, azonban 2001. október 3-án az Örs vezér téri átkötéssel és a 3-as villamos létrejöttével a kőbányai Mázsa térig hosszabbították. 2008. augusztus 21-étől még ennél is hosszabb útvonalon, a Kőbányai úton és a Népszínház utcán át a Blaha Lujza térig közlekedik, ettől kezdve csak munkanapokon csúcsidőben. Ugyanekkor korábbi útvonalán 62A jelzéssel betétjárat indult.
2020. április 1-jén a koronavírus-járvány miatt bevezették a szombati menetrendet, ezért a vonalon a forgalom szünetelt. Az intézkedést a zsúfoltság miatt már másnap visszavonták, így április 6-ától újra a tanszüneti menetrend van érvényben, a szünetelő járatok is újraindultak.

## Járművek
2002. március 4-ig teljes körűen 2 kocsiból álló UV villamosok közlekedtek a vonalon, ekkor részleges típuscsere történt a jelenleg itt közlekedő TW 6000-es hannoveri villamosokra (a teljes típuscsere 2002. március 25-én történt).
A 2024. őszén forgalomba álló új CAF Urbos villamosok közül várhatóan fog kerülni erre a vonalra is.

## Útvonala
| Blaha Lujza tér (Népszínház utca) felé |
| Rákospalota, MÁV-telep vá. – Kolozsvár utca – Erzsébet királyné útja – Nagy Lajos király útja – Örs vezér tere – Fehér út – Élessarok – Kőrösi Csoma Sándor út – Liget tér – Kőbányai út – Orczy tér – Fiumei út – Teleki László tér – Népszínház utca – Blaha Lujza tér M (Népszínház utca) vá. |
| Rákospalota, MÁV-telep felé |
| Blaha Lujza tér M (Népszínház utca) vá. – Népszínház utca – Teleki László tér – Fiumei út – Orczy tér – Kőbányai út – Liget tér – Kőrösi Csoma Sándor út – Élessarok – Örs vezér tere – Nagy Lajos király útja – Erzsébet királyné útja – Kolozsvár utca – Rákospalota, MÁV-telep vá.            |

## Megállóhelyei
Az átszállási kapcsolatok között a Rákospalota, MÁV-telep és Kőbánya alsó vasútállomás között azonos útvonalon közlekedő 62A betétjárat nincsen feltüntetve.
| 0  | Rákospalota, MÁV-telep végállomás              | 49 | 231, 231B 69 | Tanuszoda                                                                                |
| 1  | Tóth István utca                               | 47 | 5 69 |                                                                                          |
| 3  | Öv utca                                        | 45 | 5 69 |                                                                                          |
| 4  | Miskolci utca                                  | 44 | 5 81 69 |                                                                                          |
| 5  | Rákospatak utca                                | 43 | 5 69 |                                                                                          |
| 6  | Fűrész utca                                    | 42 | 5 69 |                                                                                          |
| 8  | Nagy Lajos király útja / Czobor utca           | ∫  | 5, 32 82, 82A 3, 69 | Uzsoki Utcai Kórház                                                                      |
| 9  | Nagy Lajos király útja / Czobor utca           | 40 | 5, 32 82, 82A 3, 69 | Uzsoki Utcai Kórház                                                                      |
| 10 | Kerékgyártó utca                               | 38 | 32 3 |                                                                                          |
| 12 | Bosnyák tér                                    | 36 | 7, 7E, 8E, 32, 108E, 110, 112, 124, 125, 133E, 277 3 | Piac, Evangélikus Hittudományi Egyetem, Zugló kocsiszín                                  |
| 14 | Szugló utca / Nagy Lajos király útja           | 34 | 32 82, 82A 3 |                                                                                          |
| 15 | Egressy tér                                    | 32 | 32 77 3 | BMSZC Egressy Gábor Két Tanítási Nyelvű Technikum                                        |
| 17 | Jeszenák János utca                            | 30 | 32 3 |                                                                                          |
| 19 | Pongrátz Gergely tér                           | 29 | 32, 130 80 3 |                                                                                          |
| 20 | Tihamér utca                                   | 28 | 32 3 | BKF Művészeti és Kommunikációs kar                                                       |
| 22 | Örs vezér tere M+H (zuglói oldal)              | 27 | 31, 32, 44, 45, 131, 144, 174, 231, 244 80, 81, 82, 82A 3 419                                                                                           | HÉV állomás, Sugár bevásárlóközpont, IKEA                                                |
| 24 | Örs vezér tere M+H (kőbányai oldal)            | 26 | 10, 32, 67, 85, 85E, 97E, 161, 161A, 161E, 168E, 169E, 176E, 276E, 277 3 410, 430, 440, 441, 484, 485, 486, 505, 510 1040, 1049, 1070, 1075, 1077, 1078 | Metróállomás, Árkád Budapest                                                             |
| 25 | Fehér úti ipari park                           | 24 | 3 | Fehér úti ipari park, Keleti István Alapfokú Művészeti Iskola és Művészeti Szakgimnázium |
| 27 | Terebesi utca                                  | 23 | 85, 161, 161A 3 |                                                                                          |
| 30 | Élessarok                                      | 21 | 85, 161, 161A, 162, 168E, 262 3, 28, 28A, 37, 37A |                                                                                          |
| 31 | Ónodi utca                                     | 19 | 162, 185, 262 3, 28, 28A | Szent László Gimnázium                                                                   |
| 33 | Szent László tér                               | 18 | 9, 162, 185, 217, 262 3, 28, 28A | Kőbányai Önkormányzat                                                                    |
| 35 | Kőbánya alsó vasútállomás                      | 17 | 9, 95, 117, 151, 162, 185, 195, 217, 217E, 262 3, 28, 28A 73 S21 S50 G50 Z50                                                                            | Kőbánya alsó                                                                             |
| 36 | Mázsa utca                                     | 15 | 9 28, 28A |                                                                                          |
| 38 | Egészségház                                    | 14 | 9 28, 28A | X. kerületi Szakorvosi Rendelőintézet, Elek Gyula Aréna                                  |
| 40 | Eiffel Műhelyház                               | 13 | 9, 217E 28, 28A | Operaház Eiffel Műhelyház                                                                |
| 41 | Kőbányai út / Könyves Kálmán körút             | 12 | 9, 217E 1, 1A, 28, 28A | Népliget, Közlekedési Múzeum (épülő)                                                     |
| 42 | Kőbányai út 31.                                | 10 | 9 28, 28A |                                                                                          |
| 44 | Kőbányai út 21.                                | 9  | 28, 28A | Józsefvárosi piac                                                                        |
| 46 | Orczy tér                                      | 7  | 9, 217E 72 23, 24, 28, 28A | Baross kocsiszín                                                                         |
| 48 | Magdolna utca                                  | 5  | 23, 24, 28, 28A, 37, 37A | Kerepesi temető                                                                          |
| 50 | Teleki László tér                              | 3  | 28, 28A, 37, 37A 99 | Piac, Lakatos Menyhért Általános Iskola és Gimnázium                                     |
| 52 | II. János Pál pápa tér M                       | 1  | 99, 217E 28, 28A, 37, 37A | Erkel Színház                                                                            |
| 53 | Blaha Lujza tér M (Népszínház utca) végállomás | 0  | 5, 7, 7E, 8E, 99, 107, 108E, 110, 112, 133E, 217E 4, 6, 28, 28A, 37, 37A 74                                                                             | KERMI, Fogyasztóvédelmi Felügyelőség                                                     |